# Maxime Tissot
Maxime Tissot (Sallanches, 2 ottobre 1986) è un allenatore di sci alpino ed ex sciatore alpino francese specialista dello slalom speciale.

## Biografia

### Carriera sciistica
Slalomista puro originario di Megève e fratello di Stéphane, a sua volta sciatore alpino, Tissot, attivo in gare FIS dal dicembre del 2001, esordì in Coppa Europa il 22 gennaio 2005 a La Plagne, senza compeltare la gara; l'anno seguente disputò i suoi unici Mondiali juniores, senza ottenere risultati di rilievo. Il suo esordio in Coppa del Mondo avvenne il 7 gennaio 2007 ad Adelboden, quando non completò la gara.
Le sue saltuarie partecipazioni al massimo circuito internazionale negli anni seguenti non gli portarono punti fino al 15º posto ottenuto in Alta Badia il 21 dicembre 2009; due mesi dopo fu convocato nella squadra francese partecipante ai XXI Giochi olimpici invernali di Vancouver 2010, sua unica presenza olimpica, in occasione dei quali si piazzò al 16º posto. L'anno dopo presa parte ai suoi unici Campionati mondiali e nella rassegna iridata di Garmisch-Partenkirchen 2011 non completò la gara; il 6 marzo dello stesso anno colse a Kranjska Gora il suo miglior piazzamento in Coppa del Mondo (11º).
Il 15 dicembre 2013 conquistò il suo unico podio in Coppa Europa piazzandosi al 2º posto a Pozza di Fassa, alle spalle del britannico Dave Ryding, e il 9 marzo 2014 a Kranjska Gora prese il via per l'ultima volta in una gara di Coppa del Mondo, senza completarla. Dopo la fine di quella stessa stagione 2013-2014 annunciò il proprio ritiro dall'attività agonistica ai massimi livell pur continuando da allora a prendere parte ad alcune gare FIS fino al definitivo ritiro, avvenuto il 3 aprile 2016 in occasione di uno slalom speciale FIS disputato a Vallnord/Pal e non completato da Tissot.

### Carriera da allenatore
Dopo il ritiro è divenuto allenatore nei quadri della nazionale di sci alpino della Francia.

## Palmarès

### Coppa del Mondo
- Miglior piazzamento in classifica generale: 82º nel 2011

### Coppa Europa
- Miglior piazzamento in classifica generale: 27º nel 2014
- 1 podio:
  - 1 secondo posto

### South American Cup
- Miglior piazzamento in classifica generale: 24º nel 2014
- 2 podi:
  - 1 secondo posto
  - 1 terzo posto

### Campionati francesi
- 2 medaglie[2]:
  - 1 argento (slalom speciale nel 2010)
  - 1 bronzo (slalom speciale nel 2014)